# Barneville-la-Bertran
Barneville-la-Bertran è un comune francese di 147 abitanti situato nel dipartimento del Calvados nella regione della Normandia.

## Società

### Evoluzione demografica
Abitanti censiti